# Billete de cien pesos mexicanos (tipo F)
Llamado oficialmente Billete de 100 pesos de la familia F  es la tercera denominación más baja de billetes de peso mexicano de la familia F, que fue reemplazada por la familia de billetes G. La temática del billete está inspirada en el México prehispánico y la Ciudad de México. 
En el anverso hay una efigie de Nezahualcóyotl. A su lado, se encuentra una imagen alegórica de su más famoso poema, integrada por las representaciones de un zentzontle, cuatro símbolos de la palabra en náhuatl antiguo, una flor creciendo de una pieza de jade y dos hombres sentados alrededor de todo ello.
En el reverso hay una representación de un acueducto del Templo Mayor de la plaza central de México-Tenochtitlán, capital del Imperio Mexica, a su lado se encuentra una viñeta del glifo estilizado del nombre de "Nezahualcóyotl" (del náhuatl: Coyote que ayuna).

## Descripción

### Anverso
Efigie de Nezahualcóyotl y una imagen alegórica integrada un zentzontle, cuatro símbolos de la palabra en náhuatl antiguo, una flor creciendo de una pieza de jade y dos hombres sentados.

### Reverso
Representación del acueducto del Templo Mayor de la plaza central de México-Tenochtitlán y a su lado una viñeta del glifo estilizado del nombre de "Nezahualcóyotl" (del náhuatl: Coyote que ayuna).

## Medidas de seguridad

### Relieves sensibles al tacto
En unas zonas, la superficie del billete tiene un relieve pequeño sensible al tacto, en especial si están muy nuevos. Las zonas donde se sienten son: la leyenda de Banco de México, los hombrecitos y la mazorca de maíz, en el número girado 45 grados que dice 100 pesos y en la parte de la esquina del lado derecho de la mazorca.

### Elementos que cambian de color
Se utiliza una tinta especial que cambia de color dependiendo el nivel de la luz, En este billete cambia de color de magenta o morado a verde, la parte derecha de la mazorca de maíz que se ubica en la esquina superior izquierda, Se puede notar al girar el billete, Este elemento tiene relieve por lo que es sensible al tacto.
Para observar mejor este elemento de seguridad, se recomienda tomar el billete por el frente, colocarlo horizontalmente a unos 30 cm. frente a los ojos y girarlo o inclinado.

### Hilo 3D
Los billetes de 100 pesos constan de un hilo que está integrado al papel y tiene figuras de caracol en tercera dimensión que se mueven en sentido cruzado al movimiento del billete; si éste se gira en forma vertical, los caracoles se mueven en forma horizontal, si el billete se gira en forma horizontal, los caracoles se mueven en forma vertical. Visto a contraluz, el hilo 3D se ve como una banda continua que cruza al billete.
El hilo 3D es rojo en el billete de 100 pesos.

### Hilo de seguridad
Este hilo forma parte del papel de algodón desde que se fábrica el billete. Las pruebas de existencia de dichos hilos consisten en pasar el billete dentro de una lámpara de luz ultravioleta, en cuyo interior el billete mostrará los pequeños hilos luminiscentes, el hilo se mostrará negro.

### Marca de agua
Es otra marca de seguridad que igual, ya está hecha en el papel de algodón que se ve a la luz directa. En este caso, la imagen de Nezahualcóyotl se observa de color gris.

### Registro perfecto
En el anverso del billete se imprimen ciertos elementos de una imagen y en el reverso, sus elementos complementarios. Al observar el billete a trasluz, los elementos se combinan con exactitud para dar una imagen completa. En los billetes de la familia F, las figuras que se complementan son el mapa de la República Mexicana y la rosa de los vientos.

### Textos microimpresos
Los textos microimpresos son textos muy pequeños, que es necesario el uso de lentes o lupas para observarse. Se encuentra por debajo de la leyenda de Banco de México y arriba del cenzontle y dice:

Amo el canto del cenzontle,

pájaro de 400 voces;

amo el color del jade

y el enervante perfume de las Flores;

pero amo más a mi hermano el hombre.
Poema del emperador Nezahualcóyotl

### Fondos lineales
En el anverso y reverso del billete se encuentra un diseño compuesto de figuras y rayas anchas y delgadas, las cuales solo pueden observarse con una lupa. Como una especie de tapizado irregular.

### Fluorescencia
En el reverso de todos los billetes hay diseños impresos con tintas fluorescentes que brillan al ser expuestas a la luz ultravioleta (también conocida como "luz negra").